# Удугучин
Удугучи́н — село в Увинском районе Удмуртии, входит в Удугучинское сельское поселение. Находится в 42 км к северо-востоку от посёлка Ува и в 130 км к северо-западу от Ижевска. Занимает третье место по числу жителей среди населенных пунктов Увинского района. Село расположено на берегах р. Дыркызья, Муйбо и Шундошур.

## История создания
Первое поселение было образовано русскими переселенцами в 1817 году на месте удмуртского селища. В переводе с удмуртского «уду» — луговое, «гучин» — заброшенное место поселения. В Списке населенных мест Вятской губернии 1853—1869 гг. проходило под названием «Над талым ключом (Удугучин)».
Указом Святейшего Синода от 18 марта 1891 года № 1104 здесь было решено открыть православный приход села Удугучин. 17 мая 1892 года началось строительство деревянного храма, 24 сентября 1893 года под руководством архитектора Андреева А. С. строительство было завершено, а 12 июля 1894 года храм был освящён во имя святого Александра Невского. 22 декабря того же года приход получил самостоятельность.
Накануне Великой Отечественной войны храм был закрыт. 17 июня 1944 года Совнарком УАССР зарегистрировал удугучинскую общины, службы в храме возобновились 15 марта 1945 года.

## Известные уроженцы
- Касихин, Анатолий Михайлович — с 1990 по 1999 год председатель Государственного комитета по физкультуре и спорту УР[5], обладатель почётного звания Заслуженный работник физической культуры российской федерации[6].
- Блинов, Александр Андреевич — в 1964 году сыграл одну из главных ролей в фильме «Донская повесть». Работал главным режиссёром Читинского, Ивановского, Карагандинского и других театров.
- Русских Виталий Иванович — выпускник местной школы, двукратный чемпион мира (1988—1989 гг.) по мотогонкам на льду (спидвей) в командном зачёте, бронзовый призёр чемпионата мира в Берлине (1987 г.) в личном зачёте.
- Грязев Георгий Геннадьевич — выпускник местной школы, заместитель директора (главный редактор) АУ УР "Издательство «Удмуртия», член Союза журналистов РФ, заслуженный журналист Удмуртской Республики, лауреат Государственной премии Удмуртской Республики.